# Гладышева, Светлана Алексеевна
Светла́на Алексе́евна Гла́дышева (род. 13 сентября 1971 года, Уфа, Башкирская АССР, СССР) — советская и российская горнолыжница, вице-чемпионка Олимпиады-1994 в Лиллехаммере в супергиганте, бронзовый призёр чемпионата мира 1991 года в скоростном спуске. Заслуженный мастер спорта России (1994).
Одна из двух олимпийских призёров в горнолыжном спорте за всю историю отечественного спорта. Первая — Евгения Сидорова, выигравшая бронзу в 1956 году в Кортине-д’Ампеццо в слаломе.
Одна из двух победителей на этапах Кубка мира среди женщин за всю историю отечественного спорта. Вторая — Варвара Зеленская.

## Биография
Горными лыжами начала заниматься с 10 лет.
В марте 1987 года вернулась из Кировска в Уфу и заявила родителям, что закончит школу и уезжает во Львов заниматься спортом. 27 июля 1987 года в 15 лет уехала из Уфы к львовскому тренеру Игорю Петровичу Скрябину, который работал с ней над техникой катания. В результате, уже в декабре 1987 года на всесоюзных соревнованиях в Алма-Ате показала 2-й результат и попала на заметку к тренерам сборной СССР.

### Начало карьеры и победы на внутренних соревнованиях
В самом начале 1990-х Светлана очень успешно выступала на юниорском мировом уровне — она выиграла мировое первенство среди юниоров в скоростном спуске в 1990 году, опередив Катю Зайцингер и Варвару Зеленскую, а также завоевала там серебро в супергиганте, уступив только Зайцингер. В СССР ей не было равных и среди взрослых — в 18 лет она успела выиграть союзное первенство в скоростном спуске. Выигрывала Светлана и первенства СНГ и России, не раз была призёром на этапах Кубка Европы, в 1992 году выиграв его в общем зачёте.

### Бронза чемпионата мира-1991
В январе 1991 года на чемпионате мира в австрийском Зальбахе 19-летняя советская горнолыжница Светлана Гладышева выиграла бронзовую медаль в скоростном спуске, уступив австрийке Петре Кронбергер и француженке Натали Бувье (при этом Бувье выиграла у Светланы в борьбе за серебро всего 0,07 сек). Интересно, что для всех трёх призёров это были единственные в карьере медали чемпионатов мира.
До сих пор ни одному российскому спортсмену не удалось завоевать награду на мировом горнолыжном первенстве.

### Зимние Олимпийские игры 1992
В 1992 году на Олимпиаде в Альбервилле Гладышева, выступая за Объединённую команду, заняла 8-е место в скоростном спуске, уступив более секунды бронзовому призёру.

### Олимпийское серебро-1994
В 1994 году на Олимпийских играх в Лиллехаммере Гладышева добилась наивысшего успеха в истории олимпийских выступлений советских и российских горнолыжников, завоевав серебро в супергиганте. 15 февраля на олимпийской трассе в Квитфьелле Светлана, стартовав уже после всех сильнейших под 35-м номером, неожиданно сумела опередить таких признанных мастеров, как Изольде Костнер (бронза), Пернилла Виберг (4-е место), Анита Вахтер (9-е место), Дебора Компаньони (17-е место), Кароль Мерль (19-е место). Лишь американка Дайанн Рофф, стартовавшая первой, сумела пройти дистанцию быстрее россиянки. По итогам Олимпиады Светлане было присвоено звание заслуженного мастера спорта, а также она была награждена орденом Дружбы народов, став одним из последних его кавалеров.

### Последующие выступления
Свою единственную победу на этапах Кубка мира Гладышева одержала 7 декабря 1996 года в американском Вейле в супергиганте, на 0,21 сек опередив Перниллу Виберг. По итогам сезона 1996/97 заняла 8-е место в зачёте супергиганта в Кубке мира. Всего же Светлана 102 раза стартовала на этапах Кубка мира и, кроме победы, ещё дважды поднималась на подиум: третьи места в скоростном спуске в канадском Лейк Луизе в 1991 году и в австрийском Шрунсе в 1992 году.
На Олимпийских играх 1998 года в Нагано Гладышева была близка к повторению своего сенсационного выступления на Играх 1994 года. 16 февраля в скоростном спуске Гладышева стартовала после всех фаворитов и сумела показать пятое время, уступив бронзовому призёру всего 0,13 сек.
Завершила карьеру в 1998 году.

### Административная работа

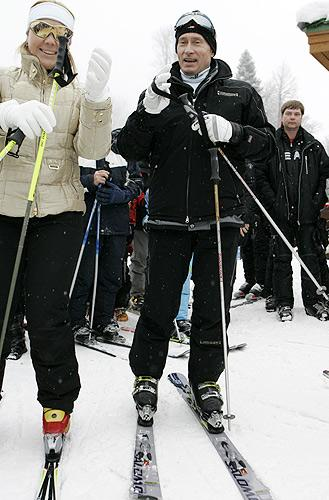
На открытии горнолыжного курорта в Красной Поляне

31 марта 2010 года назначена исполняющей обязанности Президента Федерации горнолыжного спорта и сноуборда России.
14 мая 2010 года единогласным решением президиума Федерации горнолыжного спорта и сноуборда России Светлана Гладышева стала президентом ФГССР. В марте 2014 года по итогам Олимпийских игр в Сочи была награждена орденом Почёта. В мае 2014 года Гладышеву на посту президента ФГССР сменил Леонид Мельников.

## Результаты на крупнейших соревнованиях

### Зимние Олимпийские игры
| Олимпийские игры | Скоростной спуск | Супергигант | Гигантский слалом | Слалом | Комбинация |
| ---------------- | ---------------- | ----------- | ----------------- | ------ | ---------- |
| 1992 Альбервиль  | 8                | 25          | —                 | —      | 12         |
| 1994 Лиллехаммер | 17               | 2           | —                 | —      | —          |
| 1998 Нагано      | 5                | 13          | —                 | —      | —          |

### Чемпионаты мира
| Чемпионат мира     | Скоростной спуск | Супергигант | Гигантский слалом | Слалом | Комбинация |
| ------------------ | ---------------- | ----------- | ----------------- | ------ | ---------- |
| 1991 Зальбах       | 3                | —           | —                 | —      | —          |
| 1993 Мориока       | 16               | 30          | —                 | —      | —          |
| 1996 Сьерра-Невада | 17               | 31          | 25                | 21     | —          |
| 1997 Сестриере     | 19               | 14          | DNS 2             | —      | —          |

### Призовые подиумы на этапах Кубка мира (3)
| № | Сезон   | Дата        | Место     | Дисциплина       | Место |
| - | ------- | ----------- | --------- | ---------------- | ----- |
| 1 | 1990/91 | 9 мар 1991  | Лейк Луиз | Скоростной спуск | 3     |
| 2 | 1991/92 | 11 янв 1992 | Шрунс     | Скоростной спуск | 3     |
| 3 | 1996/97 | 7 дек 1996  | Вейл      | Супергигант      | 1     |

## О медалях
На каждом этапе есть главная медаль. Первая моя грамота, заработанная в школе Уфы, — это синий вымпел, я начинала в обществе «Зенит» — первое место среди девочек такого-то года рождения. В 89-м году ты занимаешь 40-е место среди юниоров. А через год ты — победитель и серебряный призёр супер-джи, это объективный рост. Мне дорога медаль Зальбаха, первая и единственная наша медаль на ЧМ. Олимпийская медаль имеет свой эмоциональный окрас.— http://www.sports.ru/tribuna/blogs/russiateam/553518.html

## Награды
- Орден Дружбы народов (22 апреля 1994) — за высокие спортивные достижения на XVII зимних Олимпийских играх 1994 года[5]
- Благодарность Президента Российской Федерации (10 ноября 2011) — за заслуги в развитии физической культуры и спорта, многолетнюю добросовестную работу[6]
- Орден Почёта (24 марта 2014) — за большой вклад в организацию подготовки и проведения XXII Олимпийских и XI Параолимпийских зимних игр 2014 года в Сочи и обеспечение успешного выступления сборных команд России[7]

## Семья
Младшая сестра — Екатерина.